# B-Sides Volume 1
B-Sides Volume 1 è un album del duo inglese dei The Chemical Brothers.
Pubblicato il 26 novembre 2007 solo nei negozi online inglesi, contiene 10 b-side di altrettanti singoli del duo.

## Tracce
1. Nude Night – 6:19
2. Base 6 – 6:34
3. Clip Kiss – 6:58
4. The Diamond Sky – 3:37
5. H.I.A. – 7:11
6. Let Me In Mate – 4:19
7. Prescription Beats – 5:13
8. Scale – 3:43
9. Silver Drizzle – 6:25
10. Snooprah – 7:15